# Zanderij
Zanderij – wieś w Surinamie, położona w północnej części Surinamu w dystrykcie Para, w okręgu Południowej Pary, położona 50 km na południe od stolicy Paramaribo. W pobliżu wioski znajduje się Międzynarodowy Port lotniczy Paramaribo-Zanderij.